# Zabójstwo Jamesa Bulgera
Zabójstwo Jamesa Bulgera – morderstwo niespełna trzyletniego Jamesa Bulgera dokonane przez dwóch dziesięciolatków: Roberta Thompsona i Jona Venablesa, 12 lutego 1993 w Walton koło Liverpoolu.
Sprawę porównywano do zabójstw dokonanych przez Mary Bell, jedną z najmłodszych morderczyń w historii – dokonała ona zbrodni w 1968 roku, mając 11 lat.

## James Bulger
James Bulger urodził się 16 marca 1990 w Fazakerley Hospital w Liverpoolu, a następnie zamieszkał w Kirkby. Był wówczas jedynym dzieckiem Ralpha Stephena Bulgera i Denise Bulger (obecnie Fergus). Wprawdzie wcześniej urodziła się dziewczynka imieniem Kirsty, lecz nie przeżyła porodu. Mając w pamięci utratę dziecka, Denise była wobec Jamesa nadopiekuńcza.
Wbrew obawom matki James był okazem zdrowia, dzieckiem bardzo żywym, radosnym i roześmianym. Lubił rozbawiać rodzinę i dużo biegał. Z muzyki najbardziej lubił Michaela Jacksona i próbował tańczyć jak on. Ulubiona piosenka Jamesa, Heal the World, była odtwarzana na jego pogrzebie. Obecnie jest wykorzystywana przez utworzoną przez Denise Fergus organizację dobroczynną James Bulger Memorial Trust, na co Michael Jackson udzielił zgody.
Miał jasne blond włosy i błękitne oczy, z brązową plamką na tęczówce prawego. Miał już wszystkie mleczne zęby. Znał już litery i cyfry.

## Zdarzenia z 12 lutego 1993

### Przed porwaniem
12 lutego 1993 Denise Bulger udała się na zakupy do centrum handlowego w Bootle, wraz ze swoją szwagierką, Nicolą Bailey, zabierając ze sobą syna. Nicola powiedziała później, że James miał w zwyczaju często uciekać i dlatego na ogół trzymany był w dziecięcym wózku. Tym razem jednak miały to być krótsze, najwyżej godzinne zakupy, dlatego też zrezygnowały z zabrania wózka.
Ostatni raz Denise widziała Jamesa żywego, gdy robiła zakupy w sklepie mięsnym. Syn został pod drzwiami, nie wzięła go do środka, gdyż w sklepie nie było kolejki, a zakupy miały potrwać mniej niż minutę. Gdy ponownie spojrzała w miejsce, gdzie przed chwilą stał James, już go tam nie było.
Tego samego dnia Robert Thompson i Jon Venables uciekli ze szkoły na wagary. Udali się do centrum handlowego w Bootle, gdzie dokonywali drobnych kradzieży. Ukradli m.in. słodycze, figurki trolli, baterie i niebieską farbę.
Obydwaj chłopcy byli już wówczas znani ze sprawiania kłopotów. Razem kradli, rzucali w okna kamieniami i wchodzili na cudze posiadłości do ogródków. Dręczyli także zwierzęta, rzucali kamieniami w ptaki i torturowali koty. Tego dnia mieli w planie dokonać porwania i zabicia jakiegoś dziecka.

### Porwanie
Pierwsza próba zakończyła się niepowodzeniem – matka interweniowała zanim zdążyli odejść z jej synem.
Jamesa Bulgera zobaczyli pod drzwiami sklepu mięsnego o 15:40. Jon Venables powiedział do niego "Come on, boy!" („Chodź, chłopcze!”). Początkowo James szedł z nimi chętnie. Wyprowadzili go z centrum handlowego na ulicę i skierowali się w stronę Kanału Leeds-Liverpool. Na moście kazali mu uklęknąć i spojrzeć na swoje odbicie w wodzie, gdyż zamierzali wrzucić go do kanału. Kiedy odmówił, został złapany za nogi, obrócony głową do ziemi i celowo upuszczony. Wówczas doznał pierwszych obrażeń w postaci dużego guza i zadrapań. James próbował im uciec, ale został złapany. Nie chciał słuchać poleceń porywaczy, więc ci popychali go, kopali i bili.
Trójkę chłopców na liczącej ponad dwie i pół mili trasie widziało wielu ludzi. Policja odnalazła 38 świadków, z których żaden nie powstrzymał porywaczy. Zostali wzięci za rodzeństwo, w którym starsi bracia opiekują się młodszym.

### Zabójstwo
Do zabójstwa doszło na torach kolejowych w Walton. Początkowo Robert i Jon zamierzali położyć Jamesa na torach i obserwować z ukrycia, jak ginie pod kołami pociągu. James jednak nie chciał leżeć na torach i za każdym razem wstawał. Wówczas zaczęli go torturować. Wlali mu niebieską farbę do lewego oka, obrzucali tłuczniem i cegłami, skakali po głowie i całym ciele, bili stalowym prętem. Rozebrali Jamesa od pasa w dół, chłopiec miał siłą ściągnięty napletek. Badano później, czy był tu motyw seksualny i czy Jamesowi wkładano baterie w odbyt. Nie znaleziono tam jednak żadnej; wiadomo za to, że wkładano mu baterie w usta. Na koniec któryś z morderców rzucił w głowę Jamesa ważącym około 10 kilogramów kawałkiem stali, używanym do łączenia szyn. Następnie chłopcy częściowo zamaskowali ciało Jamesa i zostawili je na torach, by przejechał po nim pociąg, co ich zdaniem miało zatrzeć ślady.
James Bulger doznał 42 obrażeń, w tym 22 obrażeń głowy. Policja znalazła ślady krwi na 27 kamieniach. Według patologa po odejściu oprawców dwulatek mógł żyć jeszcze najwyżej kilka minut. Przy takiej ilości i rodzaju obrażeń nie da się stwierdzić, które z nich było śmiertelne.

## Śledztwo
Gdy Denise Bulger wyszła ze sklepu mięsnego i nie zobaczyła syna, zaczęła go w panice szukać. Natychmiast zaalarmowała też ochronę obiektu, która wkrótce potem powiadomiła policję. Centrum handlowe zamknięto na noc. Policja zaczęła przeglądać zapisy z  monitoringu. Z zapisów wynikało, że podczas gdy Denise szukała syna na parterze i na ulicy, był on z porywaczami na pierwszym piętrze i opuścił centrum innym wyjściem.
Natychmiast rozpoczęto poszukiwania. Przeszukiwano kanał, nieużytki i tereny kolejowe. Po mieście jeździły samochody, z których informowano o zaginionym dziecku przez megafony. W telewizji odtwarzano nagranie ze sklepowych kamer. Przepołowione przez pociąg ciało Jamesa Bulgera znaleziono 14 lutego.
Z policją skontaktowała się kobieta, która na nagraniu z monitoringu rozpoznała Jona Venablesa, o którym wiedziała, że w dniu zabójstwa planował wagary. Venablesa i Thompsona zatrzymano 18 lutego 1993 i przesłuchiwano. Dopiero po okazaniu dowodów przyznali się do porwania, a następnie zamordowania Jamesa Bulgera.

## Proces
Proces rozpoczął się 24 listopada 1993. W dniu jego rozpoczęcia o mało co nie doszło do linczu, policja musiała osłaniać samochód którym przywieziono oskarżonych, doszło do aresztowań. Dowody winy były niepodważalne – krew na butach, niebieska farba na odzieży, nagrania z kamer, świadkowie.
Sąd uznał obydwu chłopców za winnych. Sentencja wyroku zawierała zwrot Her Majesty’s Pleasure („oddać Królowej według uznania”), co oznaczało brak konkretnego terminu końca kary. Złożono apelację w oparciu o fakt, że wyrok taki jest niezgodny z Europejską konwencją praw człowieka. Europejski Trybunał Praw Człowieka uznał ten wyrok za niedopuszczalny, stwierdził też, że Thompson i Venables nie mieli uczciwego procesu. Wyrok zmieniano kilkakrotnie, ostatecznie obydwaj sprawcy wyszli na wolność 23 czerwca 2001, kiedy obaj mieli 18 lat. Obydwaj otrzymali fikcyjne tożsamości, by chronić ich przed próbami linczu.
Matka Jamesa stwierdziła, że kłóci się to z jej poczuciem sprawiedliwości i ma zamiar walczyć do skutku o sprawiedliwą karę dla morderców. Ostrzegła też, że Venables jest niebezpieczny, a jego uwolnienie było błędem. O Robercie Thompsonie brak jest jakichkolwiek wiadomości, odkąd został uwolniony.
Jon Venables odsiedział dwa następne wyroki, w tym za posiadanie pornografii dziecięcej. Używa czwartej już fikcyjnej tożsamości, gdyż nie potrafi utrzymać w tajemnicy, kim naprawdę jest. W listopadzie 2017 roku został ponownie aresztowany pod zarzutem posiadania materiałów obrazujących przemoc wobec dzieci.

## Dalsze losy rodziny
Gdy miesiąc po tragicznej śmierci Jamesa Bulgera Denise zaszła w ciążę, urodził się syn, Michael James. Zanim osiągnął wiek jednego roku, małżeństwo Bulgerów rozpadło się – nie potrafili wytrzymać ze sobą. Ralph obwiniał żonę, o to, że „puściła rękę Jamesa, żyłby, gdyby tego nie zrobiła”. Z drugiej strony przyznawał też, że tego samego dnia rano żona prosiła go, by wziął Jamesa ze sobą do swojego szwagra. Odmówił, argumentując, że zazwyczaj chętnie wszędzie go bierze, tym razem jednak ma w planie prace przy składaniu mebli z użyciem wielu narzędzi i boi się, że Jamesowi mogłaby przypadkiem stać się krzywda. Ralph nie potrafił uporać się z myślą, że gdyby wówczas zabrał syna, nie zostałby on zabity. Próbował zagłuszyć ból, pijąc whisky – najpierw jedną, potem nawet dwie butelki na dobę. Nie przyniosło mu to ulgi, nie potrafił ani się upić, ani złagodzić bólu. W 2013 roku zdobył się na przyznanie się do tego, że żonę oskarżał niesłusznie i jest mu z tego powodu wstyd.
Denise poznała później Stuarta Fergusa, wyszła za niego za mąż i ma z nim dwóch synów: Thomasa i Leona. Ralph także zawarł nowy związek małżeński, jego wybranką została Natalie (z domu McDermott), z którą ma córkę.
Denise Fergus prowadzi działalność społeczną i charytatywną pod nazwą James Bulger Memorial Trust, traktując to jako żywy pomnik dla Jamesa.
Ralph opisał swoje przeżycia w książce My James.

## Odniesienia w kulturze
W 2016 roku powstał film Plac zabaw w reżyserii Bartosza Kowalskiego inspirowany zabójstwem Jamesa Bulgera.
W 2018 roku, na podstawie nagrań z przesłuchań Jona Venablesa i Roberta Thompsa, powstał film Detainment w reżyserii Vincenta Lambego. W 2019 roku został on nominowany do Oscara w kategorii Najlepszy krótkometrażowy film aktorski.